# Gegenseitigkeit (Völkerrecht)
Das Prinzip der Gegenseitigkeit, auch als Reziprozität bezeichnet, gehört zu den Grundprinzipien des Völkerrechts. Insbesondere bleibt der Gedanke der Gegenseitigkeit das stärkste soziologische Motiv für die Beachtung des Völkerrechts. Bedeutung gewinnt das Prinzip der Gegenseitigkeit insbesondere im Bereich des Völkergewohnheitsrechts. Ein Staat, der sich als Völkerrechtssubjekt auf eine Regel des Völkergewohnheitsrechts beruft, muss nunmehr damit rechnen, dass ihm andere Staaten diese Regel jetzt ebenfalls entgegenhalten können.
Die Wahrung und Sicherung des Prinzips der Gegenseitigkeit findet seine Ausprägung insbesondere über die Gewährung diplomatischer Vorrechte, wie sie in der Aufnahme gegenseitiger diplomatischer Beziehungen und dem Beitritt zum Wiener Übereinkommen über diplomatische Beziehungen zum Ausdruck kommen.
Ein weiterer Bereich, in der das Prinzip der Gegenseitigkeit Anwendung findet, ist insbesondere das Gebiet der internationalen Rechtshilfe, die in Zivil-, Straf- und Verwaltungssachen durch die zuständigen Behörden den Behörden des anderen Staates gewährt wird. Dies gilt insbesondere dort, wo keine Rechtshilfeverträge gelten. Wo kein Rechtshilfevertrag besteht, ist der Grundsatz der Gegenseitigkeit (Reziprozität) von weitreichender Bedeutung, da Rechtshilfe im Allgemeinen nur solchen Staaten gewährt wird, die ihrerseits in solchen Fällen auch Rechtshilfe leisten.
Die zwischenstaatliche Gegenseitigkeit in einem konkreten Fall ist gegeben, wenn einem Rechtssubjekt des Staates A durch den Staat B ähnliche Rechte gewährt werden wie Angehörigen aus Staat B im Verhältnis zu Staat A bei Vorliegen ansonsten vergleichbarer Umstände. So werden Straftaten gegen ausländische Staaten in Deutschland – neben weiteren Voraussetzungen – nur dann verfolgt, wenn im betroffenen Staat eine analoge Regelung verbürgt ist (§ 104a StGB). Das Erfordernis der Gegenseitigkeit findet sich in zahlreichen Rechtsnormen mit Auslandsbezug.